# Björn Henricson
Björn Anders Henricson född 27 maj 1942 i Eskilstuna, död 20 april 2000 i Åre, var en svensk filmproducent och produktionsledare för filmer som kom ut åren 1980-1986.

## Regi
- 1980 - Kvällen före dagen efter

## Producent
- 1986 - Gröna gubbar från Y.R.
- 1984 – Slagskämpen
- 1984 - Jönssonligan får guldfeber
- 1980 - Flygnivå 450